# Столнічень (Гинчештський район)
Столнічень (рум. Stolniceni) — село у Гинчештському районі Молдови. Утворює окрему комуну.

## Населення
За даними перепису населення 2004 року у селі проживали 1953 особи.
Національний склад населення села:
| Національність       | Кількість осіб | Відсоток   |
| -------------------- | -------------- | ---------- |
| молдавани румуни     | 1779 156       | 91,1% 8,0% |
| українці             | 7              | 0,4%       |
| росіяни              | 5              | 0,3%       |
| болгари              | 1              | 0,1%       |
| інша / без відповіді | 5              | 0,3%       |
| Всього               | 1953           | 100%       |